# Heilig Kreuz (Breitenthal)

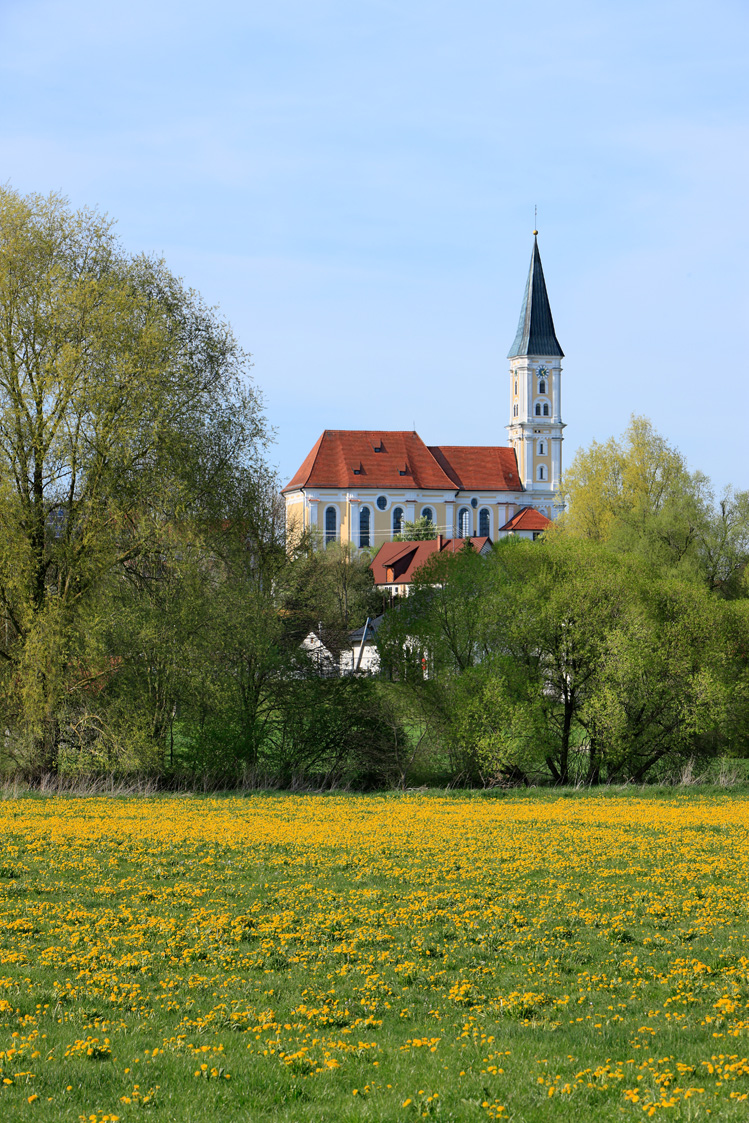
Breitenthaler Pfarrkirche Heilig Kreuz vor der Renovierung 2019/21

Die Heilig-Kreuz-Kirche in Breitenthal, Landkreis Günzburg, ist eine römisch-katholische Kirche im Bistum Augsburg. Sie wird dem Baumeister Joseph Dossenberger als sein letztes Werk zugeschrieben.

## Geschichte

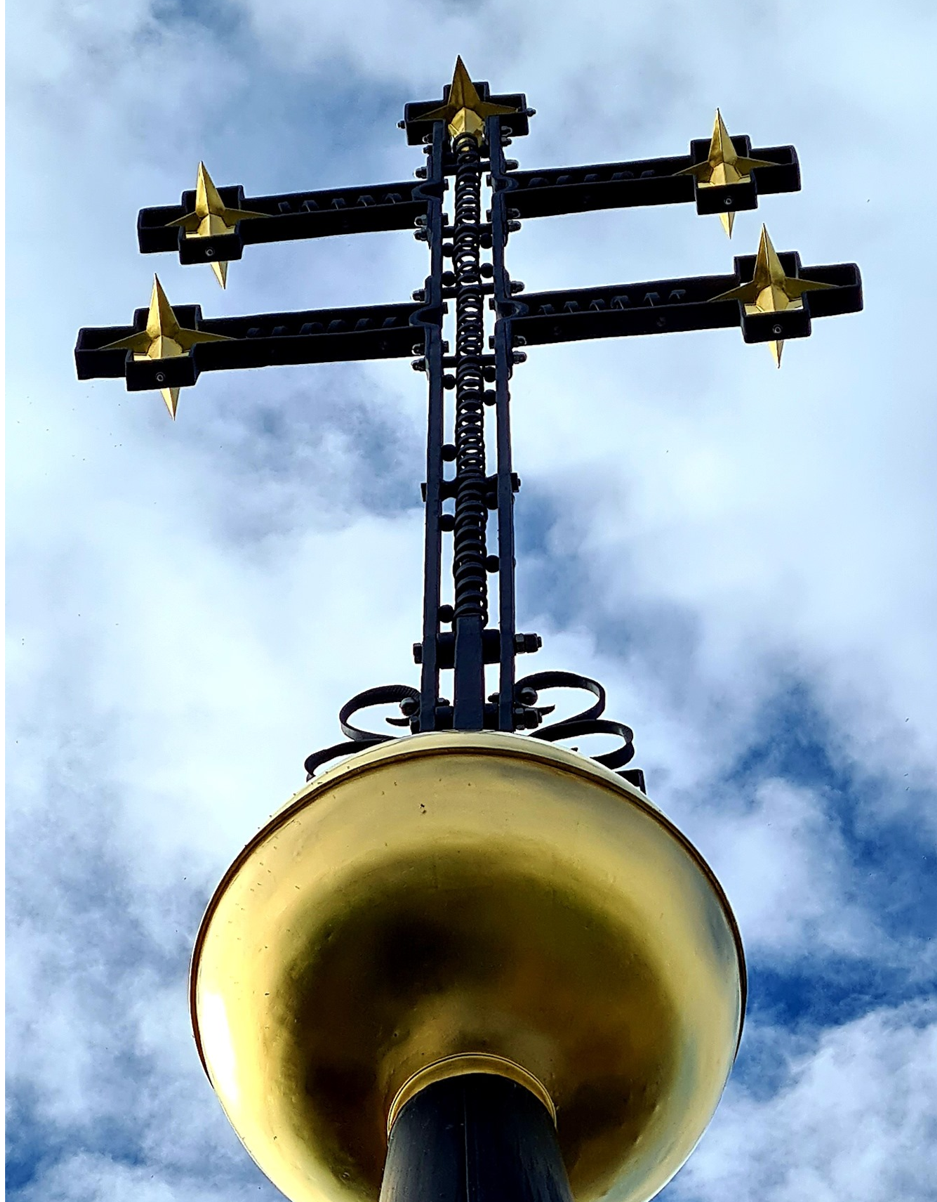
Doppelkreuz an der Kirchturmspitze

Das 1105 zum ersten Mal urkundlich erwähnte Breitenthal unterstand politisch wie kirchlich bis in die Zeit der Säkularisation fast vier Jahrhunderte hinweg dem Stift des Prämonstratenserklosters Roggenburg. So haben im Vorgängerbau der Kirche die Äbte Adalbert Rauscher und Hugo Lindtner ihre Grablege gewählt. Reichsprälat Gilbert Scheurle (1725–1789), 23. Abt von Roggenburg und vormals Breitenthaler Pfarrvikar, ließ den in die Jahre gekommenen Vorgängerbau durch ein neues Gotteshaus ersetzen. Grund des Neubaus unter Scheurle ist auch die nach Breitenthal im 17. Jahrhundert aufkommende Wallfahrt zum Kreuzpartikel, den im Zuge der Reformation aus St. Luzi bei Chur vertriebene Chorherren nach Breitenthal brachten. Dieser umfasst vier kleine, kreuzförmig angeordnete und in ein Reliquienkreuz des 15. Jahrhunderts gefasste Holzspäne, die im 18. Jahrhundert in Augsburg in eine wertvolle Barockmonstranz eingefügt wurden.
Sieben Jahre nach Beginn der Bauvorarbeiten wurde so die neue Heilig-Kreuz-Kirche durch den Augsburger Weihbischof Johann Nepomuk August Ungelter von Deissenhausen 1791 geweiht.
Die neue Kirche wird als das letzte Werk von Baumeister Joseph Dossenberger d. J. (1721–1785) angesehen, der 1770 auch nordöstlich der Vorgängerkirche am Kirchberg den Pfarrhof erbaut hat.
Der Neubau ist geprägt von klaren Linien und abgeklärtem Raumempfinden, ausgeschmückt vom Weißenhorner Freskanten Konrad Huber. Ab den 1860er Jahren wurde die Kirche im neuromanischen Stil umgebaut; die ursprüngliche Turmkuppel durch eine neo-romanische Spitze ersetzt. Im Innenraum verdrängten neuromanische Seitenaltäre, eine sandsteinerne Hochaltar-Mensa mit einer Kreuzigungsgruppe des Krumbacher Bildhauers Josef Hilber und Wandmalereien im Chorraum die entsprechenden klassizistischen Einrichtungen und Fenster. Nach dem Einsturz der Decke entstand 1884 ein neues Chorraum-Deckengemälde.
1938 bis 1942 wurden diese stilfremden Veränderungen im Innenraum durch den Pfarrer Josef Wiedemann, bekannt als Beichtvater des Bischofs Joannes Baptista Sproll, wieder rückgängig gemacht. Einzig der sandsteinerne Taufstein mit der Statuette Johannes des Täufers hat sich als Ausstattungsstück der neuromanischen Ausstattung bis heute erhalten. Das klassizistische Ur-Gesicht der Pfarrkirche blieb somit durch die Renovationen von 1938/42, 1963, 1985 und 2019/21 der Nachwelt erhalten. Die Bedeutung des Gotteshauses für den Ort drückte der zuständige Ortspfarrer und Dekan Klaus Bucher anlässlich der Wiedereröffnung nach der jüngsten Vollsanierung, bei der das Bistum Augsburg 1,2 Millionen Euro und die Gemeinde Breitenthal 170.000 Euro für einen neuen Glanz von Innen- und Außenwirkungsbild, Elektrik und moderner Alarmanlage beisteuerten, folgendermaßen aus:

„Unsere Pfarrkirche ist das Gesicht und auch das Gedächtnis von Breitenthal, denn in Ihrem Schatten ruhen die Verstorbenen. Vor allem aber ist sie die Wohnung Gottes.“

## Ausstattung

### Altäre
Die geostete Pfarrkirche hat einen Hochaltar aus den 1930er Jahren, der vom Münchner Bildhauer Hans Miller entworfen und durch die Schreinerei Hörmann in Babenhausen gefertigt wurde.
Pfarrer Josef Weidemann ließ die neo-romanische Altar-Mensa verkleinern und einen Aufbau für den Altar anfertigen.
Neben dem Kruzifix aus der Erbauungszeit der Kirche befinden sich jeweils paarweise Säulen, die jeweils außen von Statuen der Apostel Petrus und Paulus aus dem Ende des 17. Jahrhunderts umrahmt werden.
Das Altarblatt Konrad Hubers zeigt Josef von Arimathäa, der den Leichnam Jesu am Abend des Karfreitags im Kreis von Männern, trauernden Frauen und der die Arme ausbreitenden Maria Magdalena vom Kreuz herabstützt.
Im Auszug des Hochaltars befindet sich die 1938 von Josef Brenner geschaffene Figur von Papst Urban I., dem Patron der Vorgängerkirche, die ihn mit einer Weinrebe in der rechten Hand als Patron der Winzer ausweist. Das aus den 1790er Jahren stammende klassizistische Chorgestühl von Fidelis Mock aus Sigmaringen wird jeweils von einem Relief bekrönt. Im Norden erkennt man den heiligen Leonhard von Limoges, im Süden den frühchristlichen Märtyrer Sebastian.

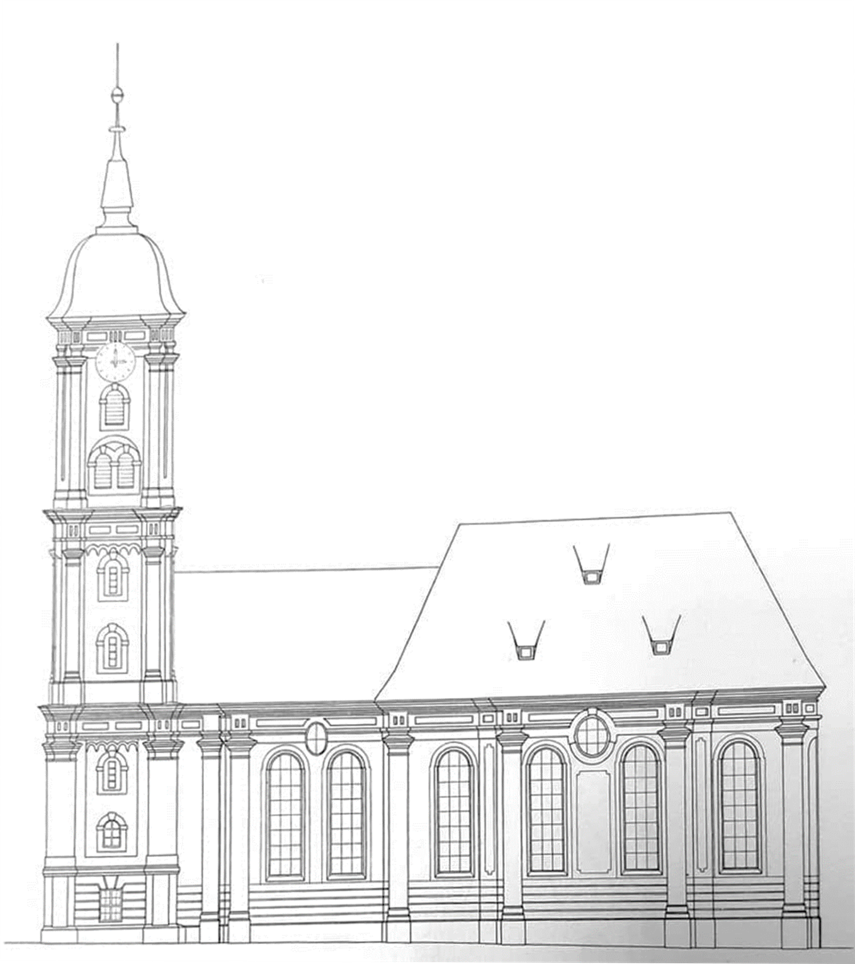
Bauplan mit ursprünglicher Turmhaube

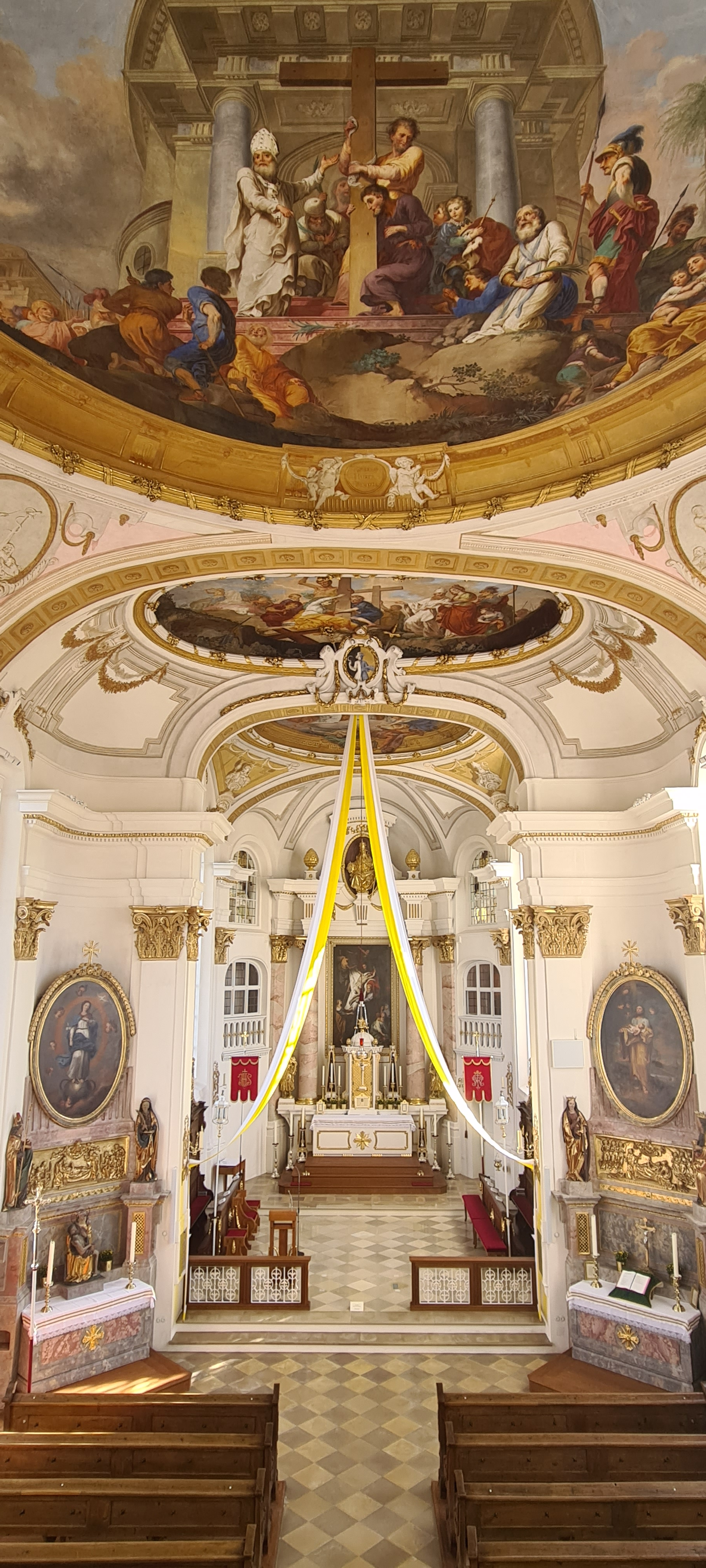
Innenraum nach der Kirchenrenovierung 2019/21.

Die identischen Seitenaltäre sind schräg in die abgerundeten Ecken des Langhauses eingestellt. Aus Stuckmarmor 1788 von den Gebrüdern Michael und Josef Hölzle aus Kemnat geschaffen, erhalten sie im Zuge der erwähnten Wiederherstellung des ursprünglichen Raumcharakters 1942 ihre heutige Gestalt.
Der nördliche Marienaltar zeigt die von Konrad Huber 1788 gemalte Gottesmutter Maria. Auf Augenhöhe des Betrachters befindet sich eine spätgotische Figur der Schmerzhaften Muttergottes aus dem Ende des 15. Jahrhunderts, die als Teil einer Reihe von elf Figuren die alte Roggenburger Klosterkirche geziert hat.
Seitlich dazu sind in die Postamente hochrechteckige Reliquienschreine eingelassen, die zur Linken von einer spätgotischen Figur des heiligen Nikolaus, zur Rechten von der der heiligen Agatha flankiert werden.
Der südliche Josefsaltar zeigt das ebenfalls von Huber gefertigte Gemälde des heiligen Josef. Unter dem Hauptbild befindet sich ein vergoldetes Relief von 1942, das den Tod des heiligen Josef im Beisein von Christus und Maria zeigt. Die Postamente der Predella bergen ebenfalls Reliquien, die in Klosterarbeiten gefasst sind. Auf ihnen ruhen spätgotische Figuren von zwei der drei Frauen unter den Vierzehn Nothelfern: Auf der linken Seite die heilige Katharina von Alexandrien und auf der rechten Seite die heilige Barbara von Nikomedien.
Eine dritte Darstellung des „guten Sterbens/Todes“ aus dem Jahr 1940 befindet sich am vierten Altar gegenüber dem Eingangsportal. Sein Antependium zeigt als vergoldetes Relief die Sterbestunde des Altarpatrons Konrad von Parzham im Beisein seiner Mitbrüder.
Blickfang des Altares sind drei fast lebensgroße, spätgotische Figuren: in der Mitte eine Madonna mit Jesuskind, die aus dem Umkreis des Bildhauers Gregor Erhart, eines Vertreters der Ulmer Schule, stammt, sowie beidseitig zwei etwas kleinere Figuren, die dem Meister des Hausener Altars zugeschrieben werden. Links ist als Verweis auf die lange Zugehörigkeit der Pfarrei zum Prämonstratenserkloster Roggenburg der Bischof Norbert von Xanten, rechts Johannes der Täufer dargestellt. Ausgestellt sind auf dem Altar zudem die Reliquien des Altarpatrons Konrad und des ehemaligen Hauptpfarrpatrons Urban.

### Weiteres

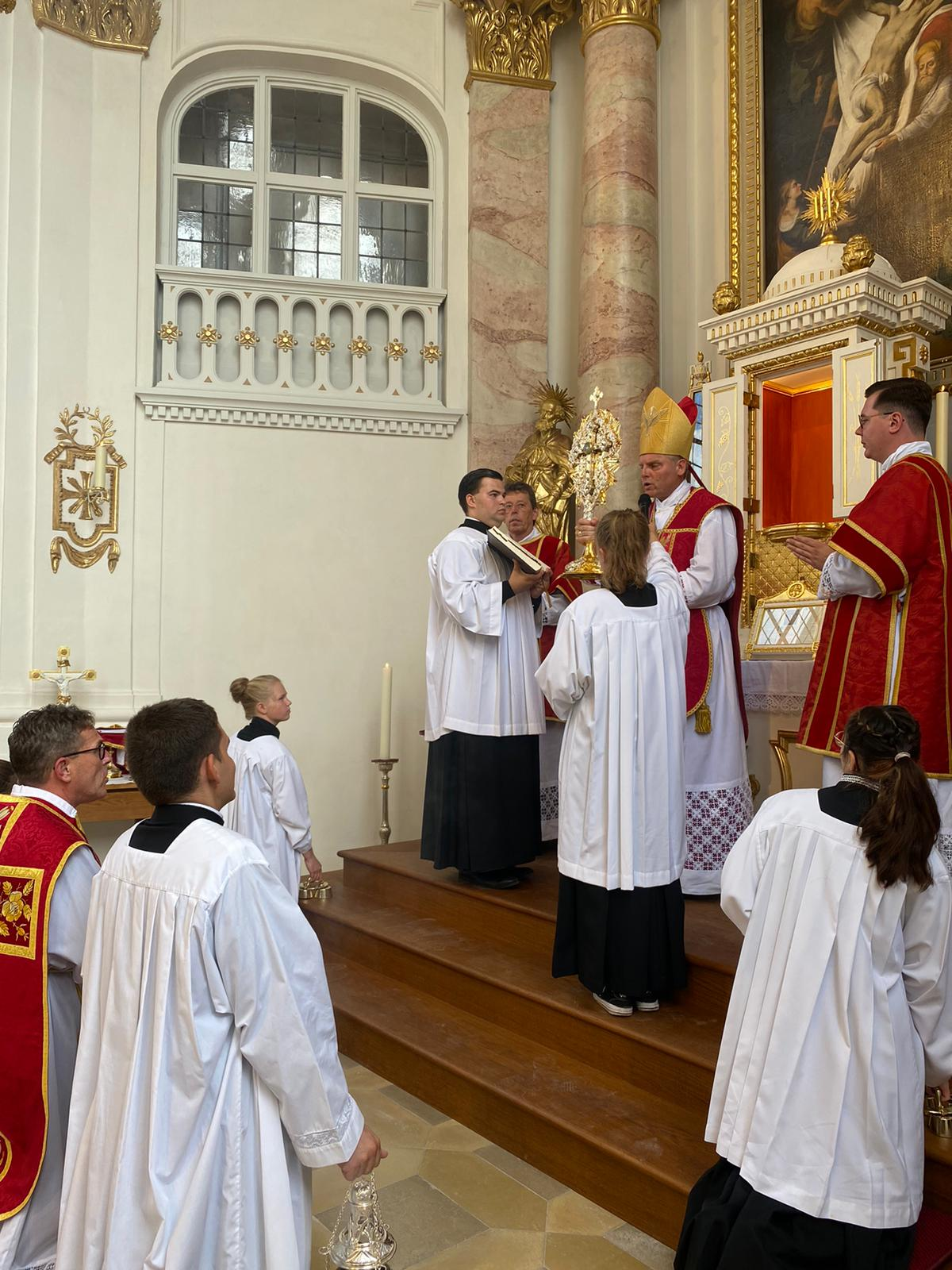
Abschlusssegen durch Weihbischof Florian Wörner beim Wiedereröffnungsgottesdienst im September 2021.

Unterhalb der Empore befinden sich an der Wand zwei ebenfalls spätgotische Figuren aus dem ausgehenden 15. Jahrhundert, von denen die eine den ersten Bischof von Ratzeburg und Gefolgsmann des heiligen Norbert, den heiligen Evermod, die andere den heiligen Bernhard von Clairvaux darstellt. Die klassizistische Kanzel aus Stuckmarmor wird den Gebrüdern Hölzle aus Kemnat zugeschrieben, die Putten auf dem Schalldeckel mit den Symbolen der drei göttlichen Tugenden Glaube (Kreuz), Hoffnung (Anker) und Liebe (Herz) wurden aber erst 1942 von Jakob Schnitzer ergänzt. Sie rahmen die Gesetzestafeln des Moses ein. Unterhalb der Kanzel befindet sich das noch aus der Erbauungszeit erhaltene Laiengestühl sowie an den Nord- und Südinnenwänden der Kirche die insgesamt vier Beichtstühle. Da diese Ausstattung viel Platz in Anspruch nimmt, hat Konrad Huber pragmatisch an der Süd- und Nordwand je sieben kleinformatige Fresken des Kreuzweges zu einer Gruppe zusammengefasst.

### Orgel

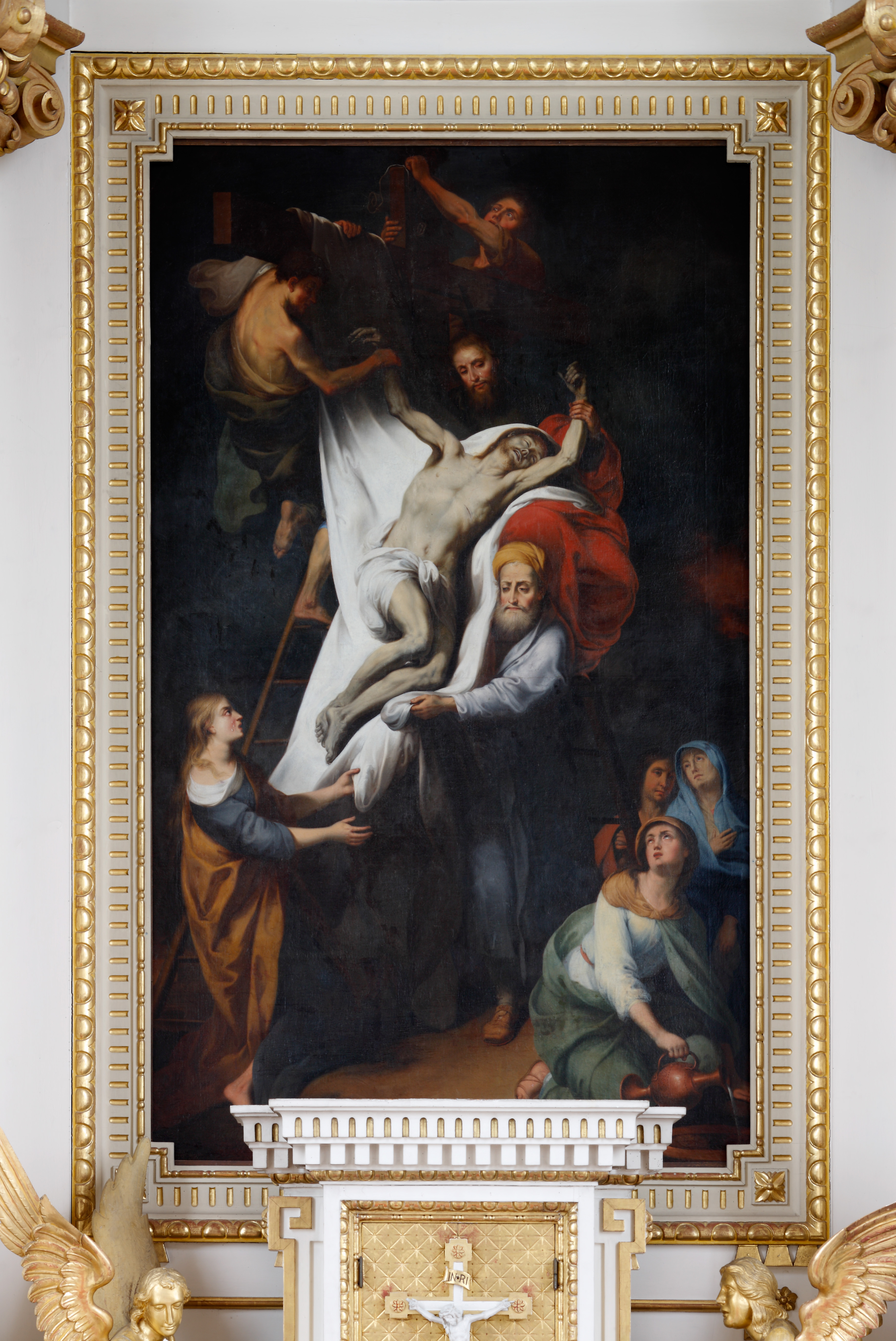
Hochaltarbild zur Kreuzabnahme Jesu

Die Orgel auf der Westseitenempore ist in das frühklassizistische Gehäuse des ausgehenden 18. Jahrhunderts eingebaut. 1862 ersetzte das durch Othmar Sauter aus Mindelheim eingebaute Werk ein älteres von Schmahl in Ulm oder Sauter in Augsburg. Dieses wurde zuletzt im Jahr 2004 von Rudolf Kubak aus Augsburg renoviert und erweitert. Die Orgel stellt aufgrund der bewegten Geschichte und ihrer Eigenarten – sie umfasst nur zehn Register, ein Manual mit einem Umfang von vier Oktaven und ein „kurzes“ Pedal mit einem Umfang von eineinhalb Oktaven – eine Besonderheit des historischen Orgelbaus in Schwaben dar.

## Deckengemälde

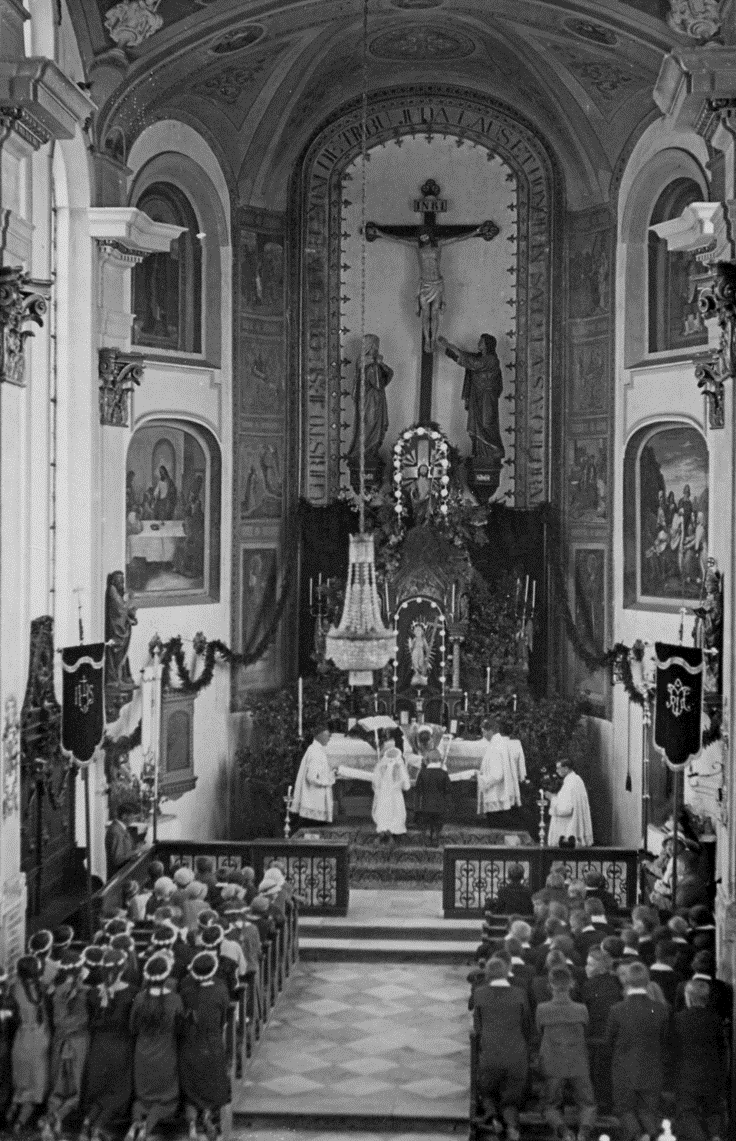
Innenraum nach Neoromanisierung

Die Deckenfresken illustrieren das Thema „Heiliges Kreuz“. Vor dem Chorbogen ist die Auffindung und Identifizierung des Heiligen Kreuzes durch Kaiserin Helena zu sehen. Sie blickt neben dem Jerusalemer Bischof Makarius auf das Kreuz, an dessen Stamm sich ein verstorbener Jüngling aufrichtet. Links im Hintergrund zerstören drei Männer ein heidnisches Götterbild.
Den Chorbogen ziert das Wappen des Erbauers Abt Gilbert Scheurle. Das kreisrunde Hauptfresko mit dem Leitmotiv der Kreuzerhöhung trägt am östlichen Rand die Signatur „CONRAD HUBER pinx. 1786“. Es zeigt große Ähnlichkeit mit dem Fresko von Januarius Zick in der Klosterkirche Wiblingen. Abgebildet ist die Wiederaufrichtung des Heiligen Kreuzes nach dessen Rückeroberung aus der Hand der Perser im 7. Jahrhundert durch Kaiser Heraklius auf dem Altar der Grabeskirche. Vor dem Kreuz kniet Kaiser Heraklius ohne Machtinsignien, während sich das einfache Volk um die Szene schart.
Die vier in Grisailletechnik gemalten Medaillons in den Ecken sind ein Verweis auf die Besinnung der in der Wüste gegenüber Mose murrenden Israeliten im Zuge der von Gott gesandten Giftschlangen (vgl. Num 21,4–9 ).
Über der Orgel stellt das Fresko die Kreuzesvision des heiligen Norbert von Xanten im Tal von Prèmontrè dar, die ihn zur Gründung des Prämonstratenserordens inspiriert haben soll. Es zeigt Christus am Kreuz vor einem sternenübersäten Nachthimmel im Zentrum, rechts haben sich Pilger versammelt. Links kniet Norbert im weißen Gewand der Prämonstratenser. Das Chorraum-Fresko stammt vom Krumbacher Freskanten Josef Stehle, der 1884 das Fresko Konrad Hubers originalgetreu wiederherstellte. Es zeigt in der Mitte den heiligen Urban I. als glorifizierten Schutzherrn von Breitenthal. Zwei Engel halten ihm eine Ansicht von Breitenthal entgegen. Zu Füßen des Papstes stürzen Laster, Irrlehrer und Häretiker in Gestalt dreier Männer, die von Engeln mit Blitzen getroffen werden, vernichtet in die Tiefe. Passend hierzu zeigen die in den Zwickeln in Grisaille gemalten Büsten neben dem Regelvater Augustinus den Ordensvater Norbert mit Ludolph und Adrian und damit drei Heilige des Prämonstratenserordens.

## Glocken
Die Pfarrkirche hat vier Glocken. Von den alten Glocken hat nur die kleinste Glocke zwei Weltkriege überstanden.
Am 20. November 1949 wurde das von Grüninger in Straß gegossene Geläut geweiht. Die größte Glocke war durch einen Riss unbrauchbar geworden und wurde 1982 von der Gießerei Bachert in Bad Friedrichshall neu gegossen. Heute besteht folgendes Geläut:
| Name              | Gewicht | Schlagton | Inschrift                                                                       |
| ----------------- | ------- | --------- | ------------------------------------------------------------------------------- |
| Heiligkreuzglocke | 1555 kg | d′        | O heilig Kreuz, verströme Deinen Segen, auf Kirche, Heim und allen unsern Wegen |
| Marienglocke      | 750 kg  | f′        | Ave Maria, grüß jeder Ton – führe uns, Mut-ter, zu Deinem Sohn                  |
| Josefsglocke      | 500 kg  | g′        | St. Joseph, hilf uns im letzten Streit – geleit uns zur ewigen Seligkeit        |
| Urbansglocke      | 300 kg  | b′        | St. Urban, weih uns durch Taufe und Tod zu Christi Heerschar, zum Leben in Gott |

## Sonstiges
Die Pfarrei besitzt Reliquiare mit Reliquiensplittern des Heiligen Kreuzes.
1954 errichtete der damalige Kolpingverein am nordöstlichen Ortsrand eine Lourdesgrotte. Eine weitere Gebetsstätte ist die 1764 erbaute und von 2003 bis 2005 grundsanierte Franziskuskapelle in Oberried. 
Zuständiger Seelsorger ist seit September 2002 der heutige Günzburger Dekan Klaus Bucher, sodass die Kirche seit November 2018 auch Dekanatskirche des Dekanates Günzburg ist.